# 廖攀龍
廖攀龍，字于霖，廣東省南雄府保昌县人，明末清初政治人物。

## 生平
明朝天啓七年（1627年）丁卯科廣東鄉試第四十二名舉人，崇禎十年（1637年），登丁丑科進士。工部觀政，授將樂知縣，十六年考察，補遵化知縣。
清朝順治元年（1644年），復任遵化縣知縣，後改山西道監察御史、茶馬御史。順治四年（1647年），任順天巡按御史。